# Schloss Algersdorf

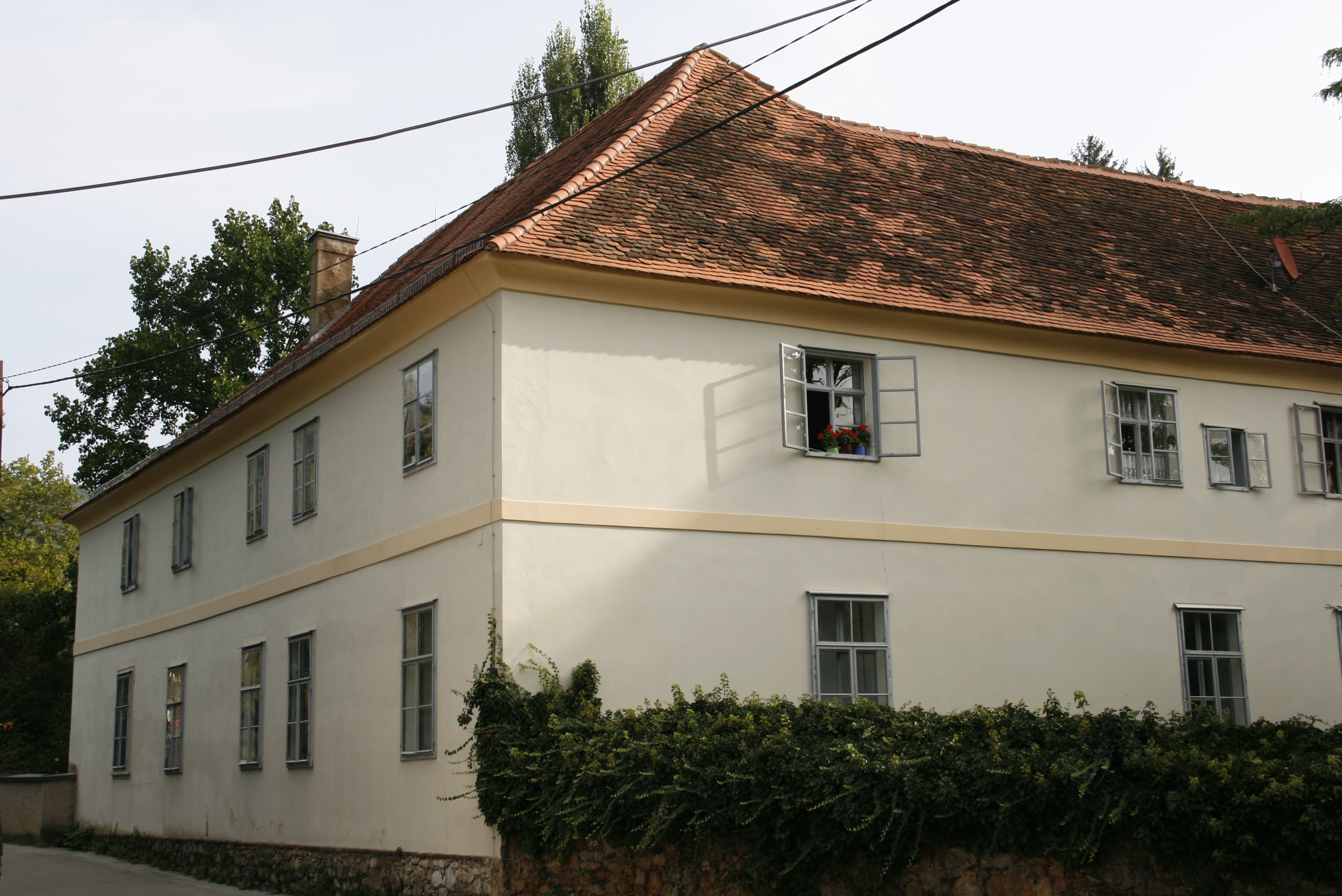
Schloss Algersdorf

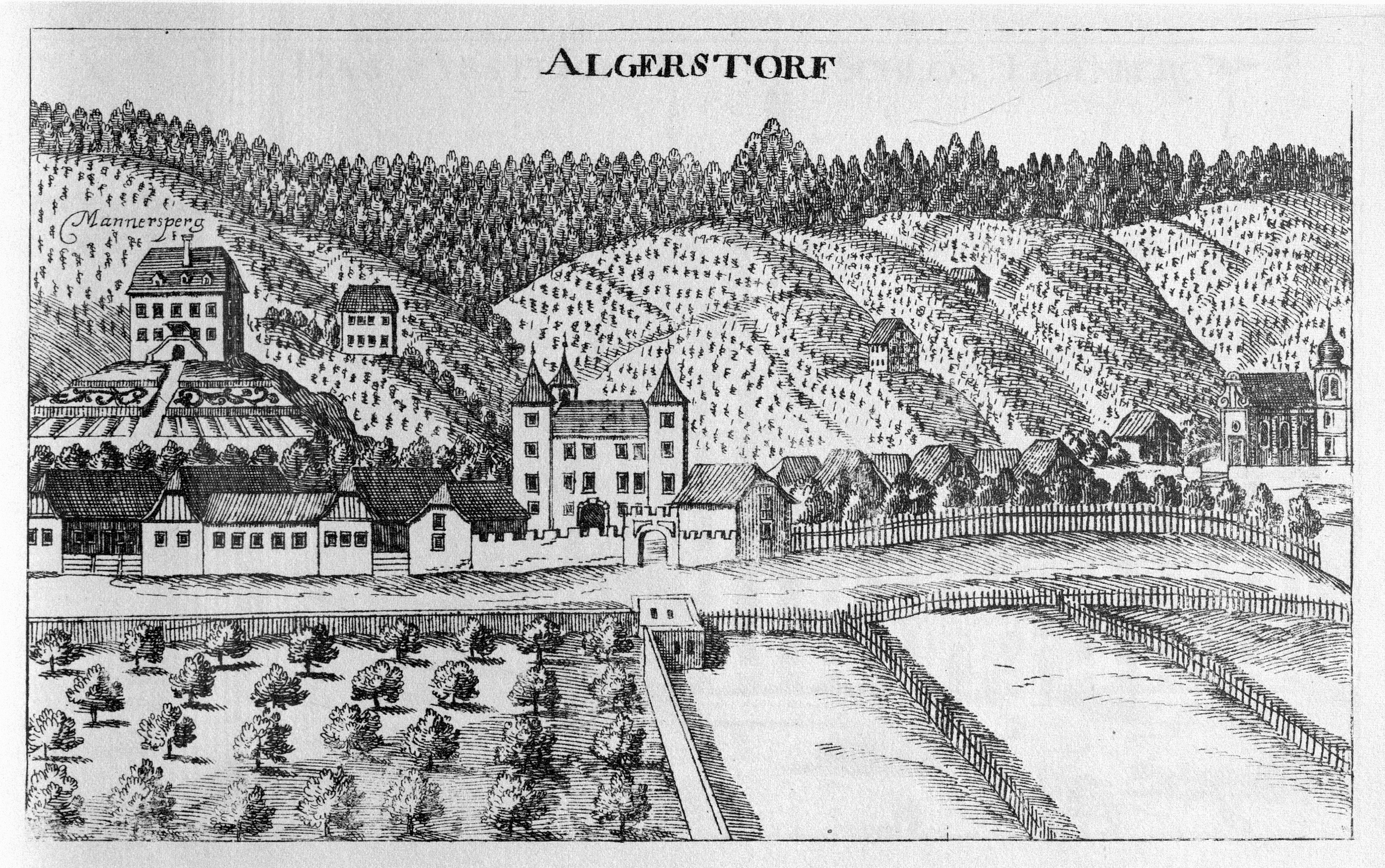
Das Schloss Algersdorf im Jahre 1681

Das Schloss Algersdorf oder Schloss Alt-Eggenberg steht im Ort Algersdorf im XIV. Stadtbezirk Eggenberg in der Stadtgemeinde Graz in der Steiermark. Das Gebäude steht unter Denkmalschutz.

## Lage
Es befindet sich etwas nördlich des Schlosses Eggenberg an der Baiernstraße.

## Geschichte
Das Gebäude dient in seiner heutigen Form, welche aus dem 15. Jahrhundert stammt, als Wohn- und Verwaltungsgebäude. Die ehemaligen Wehranlagen sind heute nicht mehr erkennbar.
Die früheste Erwähnung des Schlosses als „Algeristeti“ findet man im Jahre 1050, als der Vollfreie Eppo dieses beim Erzbischof von Salzburg gegen Güter im Sulmtal eintauschte. Aribo, ein Bruder des Aribonen Hartwig, verschenkte im Jahre 1102 das Schloss an das Stift Göttweig. Das Stift tauschte es 1161 beim Markgrafen Ottokar III. gegen einige Besitzungen in Niederösterreich ein. Um 1300 verkaufte Friedrich von Algersdorf das Schloss und den heute nicht mehr sichtbaren Wehrbau an Hermann Windischgrätzer. Sein Nachfahre Friedrich Windischgrätzer musste das Schloss und den Wehrbau an Walter von Hanau pfänden. Dieser stiftete es 1377 als Seelgerät der Pfarre von Voitsberg.
Im 14. Jahrhundert scheint das Gut seine Bedeutung als Adelssitz verloren zu haben und zum Bauerngut geworden zu sein. Michael der Prem verkaufte das Gut am 11. Mai 1402 der Witwe von Eckhart Windischgrätzer und dessen Sohn Choloman. Zu dieser Zeit war das Gut kein Adelsgut mehr, sondern ein Zinsgut. Bis ins Jahr 1460 blieb das Gut in den Händen der Windischgrätzer, die es als Bauernhof führten. In diesem Jahr kaufte der Grazer Baltasar Egkenberger das Gut und baute es erneut zum Adelssitz aus. Als dieser 1490 verhaftet wurde, fiel das Schloss wieder an die Windischgrätzer zurück. Margareta Windischgrätzer verkaufte 1586 Algersdorf an Seifried von Eggenberg. Es war bis zur Mitte des 18. Jahrhunderts der Sitz der Herrschaftsverwaltung. Bis zur Mitte des 19. Jahrhunderts war es verwaltungsmäßig mit dem Schloss Eggenberg verbunden. 1921 wurde es von Alfred Röhrich gekauft. Hinter dem Schloss, am Fuß des Plabutsch, befand sich bis in die Zwischenkriegszeit die Gaststätte Zur Einsiedelei, an die noch ein Weg erinnert.